# Правителі хеттів
Список царів Хеттського царства — датування та послідовність хетських царів зібрана з різних джерел, всі дати дано приблизно на зіставленні з відомою хронологією найближчих древніх держав.
Дуже небагато відомо про хронологію середнього царства.
У порядку проходження царів і датуваннях є можливим спиратися на праці Брайса (1998). МакМахан (1989) перераховує Хаттусіліса II та Тутхаліяса III в зворотному порядку. Брайс, поряд з деякими вченими, не виділяє Середнє царство. Замість цього він виділяє Древнє царство з кінцевою датою царювання Муваталліса I і початок Нового царства починаючи з Тутхаліяса (I).

## Хатти
- Памба (бл. 2300 р. до н. е.) — цар Хатти

… (?)
… (?)
- Піюсті (Пійушті) (бл. 1800 р. до. н. е.) — цар Хатти, розбитий Аніттасом

## Раннє (Куссарське) царство
- Пітханас (поч. 1800-х рр. до н. е.), цар Куссара, підкорювач Неси (Каніша)
- Аніттас, син, (середина 1800-х рр.. До н. е.), син, цар Куссара, підкорювач Хаттусилісом
- Перувас (Перва) (співправитель), син

… (?)
- Тутхаліяс I (Тудхалійа I)
- Пухасумас (Пу-Шаррума, PU-LUGAL-ma), син Тутхаліяса I, цар Куссара (XVI століття до н. е.)
- Папахділма с (Павахтелмах), син, цар Куссара

## Древнє царство
- Лапарнас I (Лабарна) (бл. 1680 — 1650 до н. е.), Цар Куссара, засновник Стародавнього царства хетів.
- Лапарнас II (тоді Хаттусіліс I) (бл. 1650 — 1620 до н. е.), Переніс столицю в відновлену Хаттусу
- Лапарнас III (співправитель), старчено за змову проти Хаттусілі I
- Мурсіліс I (спочатку співправитель, бл. 1620 — 1594 до н. е.)
- Хантіліс I (Ханд I) (бл. 1594 — 1560 до н. е.)
- Цітантас I (Цітанда I) (бл. 1560 — 1550 до н. е.)
- Аммуна с (бл. 1550 — 1530 до н. е.)
- Хуцціяс I (Хуцційа I) (бл. 1530 — 1525 до н. е.)
- Телепіну с (бл. 1525 — 1500 до н. е.)

## Середнє царство
- Аллувамнас
- Хантіліс II (Ханд II)
- Тахурваіліс
- Цітантас II (Цітанда II)
- Хуцціяс II (Хуцційа II)
- Муваталліс I (бл. 1440 — 1430 до н. е.)
- Кантуцціліс (бл. 1430 — 1410 до н. е.)

## Нове царство (Імперія)
- Тутхаліяс II (I) (бл. 1410 — 1380 до н. е.)
- Арнувандас I (бл. 1380 — 1370 до н. е.)
- Хаттусіліса II (бл. 1370 — 1360 до н. е.)
- Тутхаліяс III (II) (Ташмі-Шаррі) (бл. 1360 — 1345 до н. е.)
- Тутхаліяс IV Молодший (бл. 1345—1344 до н. е.)
- Суппілуліумас I (бл. 1344 — 1334 до н. е.)
- Арнувандас II (бл. 1334 — 1333 до н. е.)
- Мурсіліс II (бл. 1333 — 1306 до н. е.)
- Муваталліс II (Шаррі-Тешшуб) (бл. 1306 — 1282 до н. е.)
- Мурсіліс III (Урхі-Тешшуб) (бл. 1282 — 1275 до н. е.)
- Хаттусіліса III (бл. 1275 — 1239 до н. е.)
- Тутхаліяс V (IV) (Хешмі-Шаррума) (бл. 1239 — 1209 до н. е.)
- Курунта с (бл. 1209 (?))
- Арнувандас III (бл. 1209 — 1205 до н. е.)
- Суппілуліумас II (бл. 1205 — 1178/7 до н. е. (?))